# Pirmin Stekeler-Weithofer

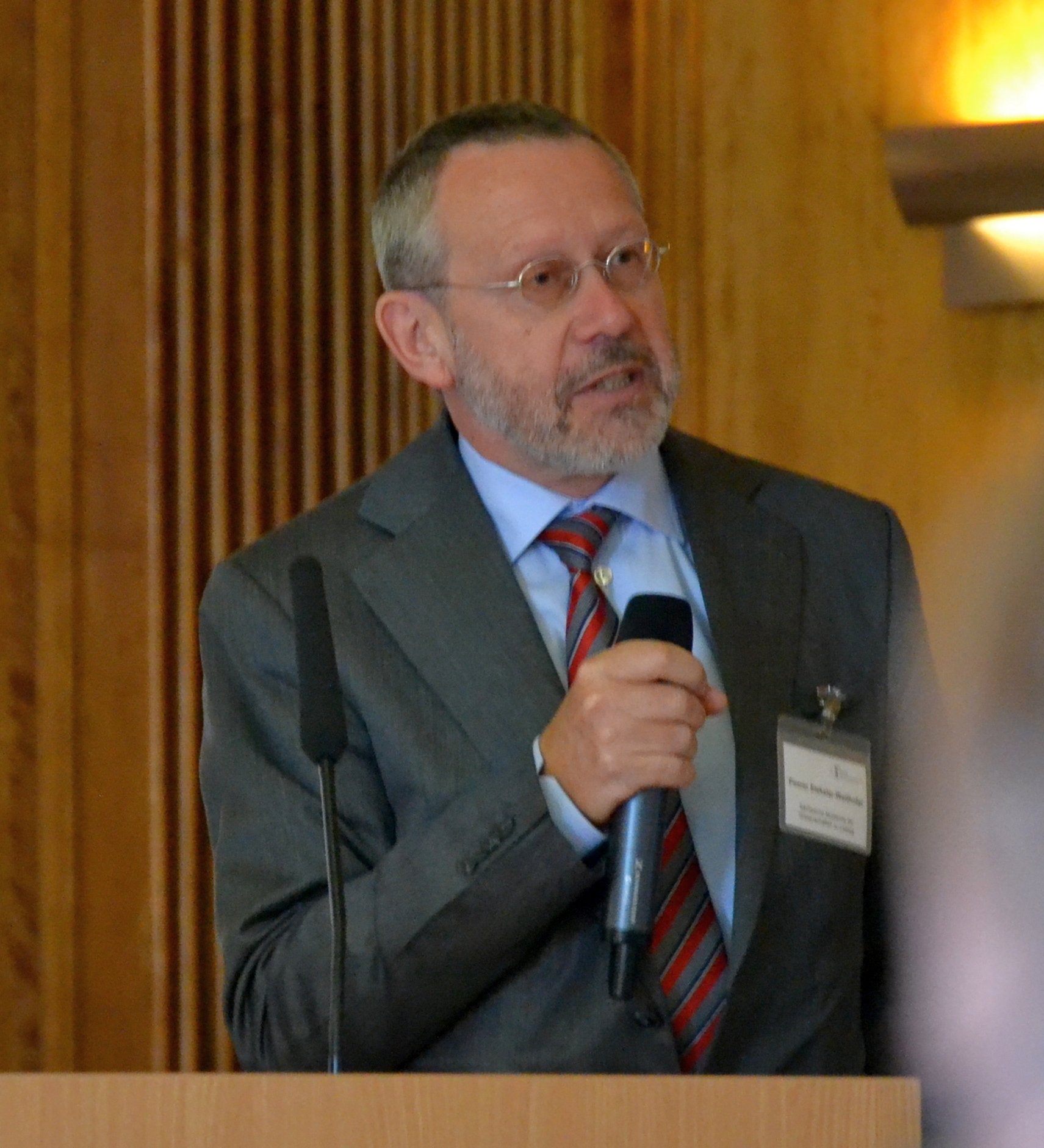
Pirmin Stekeler-Weithofer beim Akademientag 2015 in Berlin.

Pirmin Stekeler-Weithofer (* 21. Dezember 1952 in Meßkirch) ist ein deutscher Philosoph und Professor an der Universität Leipzig.

## Werdegang und Arbeitsschwerpunkte
Stekeler-Weithofer studierte als Stipendiat der Studienstiftung des deutschen Volkes Mathematik, Theoretische Sprachwissenschaft und Philosophie in Konstanz, Berlin, Prag und Berkeley.
Er lehrt Theoretische Philosophie an der Universität Leipzig, seit 2019 als Seniorprofessor.
Im Meiner Verlag gab er von 1996 bis 2006 die halbjährlich erscheinende Zeitschrift Dialektik heraus (erscheint seit 2007 unter dem Titel Zeitschrift für Kulturphilosophie). Seit 1999 ist er auch für das Philosophische Jahrbuch (Verlag Karl Alber) und seit 2007 für die Philosophische Rundschau (Mohr Siebeck Verlag) als Herausgeber tätig. Von 2006 bis 2008 war er Präsident der Internationalen Ludwig Wittgenstein Gesellschaft. Seit 1998 ist er Ordentliches Mitglied und war von 2008 bis 2015 Präsident der Sächsischen Akademie der Wissenschaften zu Leipzig. Stekeler unternahm Lehr- und Forschungsaufenthalte in Campinas, Pittsburgh, Swansea, New York und Paris.
Stekeler-Weithofers Arbeitsschwerpunkte stellen die Philosophie der Sprache, Handlungstheorie und Philosophie der Logik dar. Darüber hinaus gilt sein besonderes Interesse dem Verhältnis zwischen traditioneller (Platon, Kant, Hegel) und analytischer Philosophie (Gottlob Frege, Ludwig Wittgenstein, Rudolf Carnap, Willard Van Orman Quine).

## Kritik reiner Theorien und Hegelkommentar
Stekeler hält die Orientierung in der Philosophie an schematisch definierten Unterscheidungen, formallogischen Schlüssen und am mathematischen Vorbild für überschätzt. Vielmehr seien die meisten philosophischen Texte mit gnomischer Sprache (beispielsweise Texte von Hegel, Nietzsche und Heidegger) hinreichend klar interpretierbar und Stekeler führt für diese Philosophen Rekonstruktionen und dialogische Kommentare nach den Kriterien und Standards der modernen Philosophie durch. Stekeler rät dazu, Verkrustungen der gegenwärtigen schematischen analytischen Philosophie aufzulösen und stattdessen einen robusten Umgang mit Analogien und Metaphern besonders auch in philosophischen Kommentierungen von Theorien zu etablieren. Theorien werden als Verbindung von Unterscheidungen, Ausdrücken und Schlussregeln verstanden, die in den Sachwissenschaften passend zur Materie begrifflich gesetzt werden, so wie man etwa in der Chemie eine Sprache für generische Prozesse oder in der Psychologie für typische Kompetenzdefizite entwickelt:
Jedes mathematische Modell in Wissenschaft, Logik und Philosophie ist als Analogie zu lesen.
Pirmin Stekeler-Weithofer zählt zu den wichtigsten deutschsprachigen Hegelianern der Gegenwart. Hegels Herr-Knecht-Kapitel wird von Stekeler-Weithofer als Kritik an der sokratisch-platonischen Metapher von der Seele als Beherrscherin des Leibes verstanden. Stekeler-Weithofer zeigt dabei die Entwicklung personalen Selbstbewusstseins als Selbstbildung und Selbstkontrolle auf, anstatt bloß auf das sozialtheoretische Urbild, einen Kampf um Anerkennung zwischen Personen, abzuheben: Er unterscheidet in einer Lesart von Platon zwischen einer psychḗ als Trägerin von Ruf und Ehre, die auch über unseren Tod Bestand hat, und einer tätigen aretḗ-Person (Tugendhaftigkeit), bei der wir  unabhängig von fremdem Lob oder Tadel gewissenhaft selbstbeurteilend handeln. Dabei wird darauf geachtet, dass nicht die Seele ontisch als Realexistenz eines geistigen Wesens namens 'Seele' missverstanden wird. Stekeler behauptet (mit Hegel) das Wissen um die Absolutheit des Subjekts. Am Vollzug meines Denkens und Handelns kann ich nicht zweifeln.
Besondere Aufmerksamkeit erweckte Stekelers sprachanalytische Interpretation  und der dialogische Kommentar zu Hegels Wissenschaft der Logik, sein dialogischer Kommentar zur Phänomenologie des Geistes und sein 2018 erschienenes Buch Kritik der reinen Theorie.
Da Aussagen über die ganze Welt extrem hochstufige Kommentare seien, die man nicht als Aussagen über Gegenstände eines begrenzten Bereiches verstehen kann, rechtfertigt Stekeler die Sprechweise einer spekulativen Reflexion auf das Ganze. Kritik der reinen Theorie ist Kritik an allen Formen philosophischer Ismen, insbesondere an der Verwechslung von wissenschaftlichen Theorien als Ergebnis kooperativer Arbeit am Begriff im Sinne der Kanonisierung generischen Normalfallwissens mit rein mathematischen Theorien oder dogmatisch glaubenden Weltanschauungen.

## Veröffentlichungen (Auswahl)
- Grundprobleme der Logik. Elemente einer Kritik der formalen Vernunft. Berlin 1986, ISBN 3-11-010491-1.
- Hegels Analytische Philosophie. Die Wissenschaft der Logik als kritische Theorie der Bedeutung. Paderborn 1992, ISBN 3-506-78750-0.
- Sinn-Kriterien. Die logischen Grundlagen kritischer Philosophie von Platon bis Wittgenstein. Paderborn 1995, ISBN 3-506-78749-7.
- Was heißt Denken? Von Heidegger über Hölderlin zu Derrida. Bonn University Press, Bonn 2004, ISBN 3-86529-002-7.
- Philosophie des Selbstbewußtseins. Hegels System als Formanalyse von Wissen und Autonomie. Suhrkamp (stw 1749), Frankfurt/M. 2005, ISBN 3-518-29349-4.
- (zus. mit Friedrich Kambartel) Sprachphilosophie. Probleme und Methoden. Reclam, Stuttgart 2005, ISBN 3-15-018380-4.
- Philosophiegeschichte. de Gruyter 2006, ISBN 3-11-018556-3
- Formen der Anschauung. Eine Philosophie der Mathematik. de Gruyter 2008, ISBN 978-3-11-019435-7.
- Sinn (Grundthemen Philosophie) de Gruyter, Berlin/Boston 2011, ISBN 978-3-11-025415-0.
- Denkströme. Journal der Sächsischen Akademie der Wissenschaften. Im Auftrag der Sächsischen Akademie der Wissenschaften zu Leipzig herausgegeben von Pirmin Stekeler-Weithofer. Leipziger Universitätsverlag, ISSN (Druck): 1867–6413; ISSN (Online): 1867–7061, Onlineausgabe: www.denkstroeme.de.
- Denken. Wege und Abwege in der Philosophie des Geistes (Philosophische Untersuchungen 28), Mohr Siebeck, Tübingen 2012, ISBN 978-3-16-151935-2.
- Hegels Phänomenologie des Geistes. Ein dialogischer Kommentar: Band 1: Gewissheit und Vernunft. Band 2: Geist und Religion, Meiner, Hamburg 2014, ISBN 978-3-7873-2729-4
- Kritik der reinen Theorie. Logische Differenzen zwischen Wissenschaft und Weltanschauung., Mohr Siebeck, Tübingen 2018, ISBN 978-3-16-155787-3.
- Hegels Wissenschaft der Logik. Ein dialogischer Kommentar. Band 1: Die Lehre vom Sein, Meiner, Hamburg 2019, ISBN 978-3-7873-2975-5
- Hegels Wissenschaft der Logik. Ein dialogischer Kommentar. Band 2: Die Lehre vom Wesen, Meiner, Hamburg 2020
- Hegels Grundlinien der Philosophie des Rechts. Ein dialogischer Kommentar. Meiner, Hamburg 2021, ISBN 978-3-7873-3886-3.
- Hegels Wissenschaft der Logik. Ein dialogischer Kommentar. Band 3: Die Lehre vom Begriff, Meiner, Hamburg 2022, ISBN 978-3-7873-2977-9.
- Das Wissen der Person. Eine Topographie des menschlichen Geistes, hrsg. von L. Berger, J. Kümmerer und M. Stange, Hamburg 2022, ISBN 978-3-7873-4129-0.
- Hegels Realphilosophie. Ein dialogischer Kommentar zur Idee der Natur und des Geistes in der »Enzyklopädie der philosophischen Wissenschaften«, Meiner, Hamburg 2023, ISBN 978-3-7873-4239-6.
- Hegels Religionsphilosophie. Ein dialogischer Kommentar, Meiner, Hamburg 2024, ISBN 978-3787346530.